# Jinack Island
Jinack Island (auch in der Schreibweise Jinnack, Djinak oder Ginak) ist eine rund 15,2 Quadratkilometer große Insel im westafrikanischen Staat Gambia und zum kleinen Teil Senegals. Die Insel gehört zum Naturschutzgebiet Niumi National Park.

## Geographie
Die ungefähr dreizehn Kilometer lange schmale sichelförmige und 700 Meter breite Insel in nordsüdlicher Ausrichtung liegt nördlich des Ortes Barra und erstreckt sich bis an die Grenze von Senegal, wobei das äußerste nördliche Kap der Insel mit einer Fläche etwas mehr als drei Quadratkilometern, mit der kleinen Siedlung Djinak, zum Staatsgebiet des Senegal gehört. Die Staatsgrenze verläuft hier mehr als 100 Kilometer am Breitengrad entlang.
Am westlichen Rand liegt ein elf Kilometer langen Strandabschnitt zum Atlantischen Ozean in der Flussmündung des Gambia. Die Mündung ist durch zwei äußere Punkte definiert: den nördlichen Punkt Jinack Islands am Jinnak Creek und das Cape St. Mary bei Bakau.
Die vom Meer abgewandte Seite wird von dem ungefähr nur 50 Meter schmalen Bolong, dem  Niji Bolong, vom Festland abgetrennt, so dass man kaum von einer Insel sprechen kann. Der Niji Bolong mündet im Norden in den Massarinko Bolong, der auf senegalesischem Staatsgebiet in den Jinnak Creek mündet. An sämtlichen der Gewässer gibt es ausgedehnte Mangrovenwälder.

## Besiedlung
Die Insel ist nur schwach besiedelt, an der Nordspitze am Massarinko Bolong liegen zwei senegalesische Siedlungen. Im Nordosten befindet sich die gambische Siedlung Jinack Kajata und südlicher die Siedlung Jinack Niji. Außerdem existieren einige Lodges, die für den Tourismus genutzt werden. Jinack Island wird dabei als „Paradise Island“ angepriesen.